# Georg Wittig
Georg Wittig (ur. 16 czerwca 1897 w Berlinie, zm. 26 sierpnia 1987 w Heidelbergu) – niemiecki chemik, laureat Nagrody Nobla w dziedzinie chemii w 1979 roku.
Studiował chemię na Uniwersytecie w Marburgu, studia ukończył w 1923 roku. W 1926 roku na tej samej uczelni uzyskał stopień doktora i pracował jako wykładowca chemii do 1932 roku. 
Od 1932 roku pracował na Uniwersytecie Technicznym w Brunszwiku, następnie na Uniwersytecie we Fryburgu i Uniwersytecie Eberharda i Karola w Tybindze (1944–1956). W 1956 roku przeniósł się na Uniwersytet w Heidelbergu, gdzie pracował do przejścia na emeryturę w 1965 roku, a następnie kontynuował badania jako Professor Emeritus.  Był  członkiem wielu towarzystw naukowych, między innymi Akademii Nauk w Heidelbergu, Akademii Przyrodników w Halle, Akademii Nauk w Nowym Jorku.
Prowadząc badania dotyczące karboanionów (cząstek organicznych o ładunku ujemnym), Wittig odkrył nową grupę związków fosforoorganicznych nazwanych Ylidami, które zawierały fragmenty o lokalnym ładunku ujemnym oraz dodatnim. Wykorzystując ylidy, opracował metodę syntezy alkenów ze związków karbonylowych, nazwaną reakcją Wittiga. Za badania dotyczące zastosowania związków boru i fosforu w syntezach organicznych został w 1979 roku uhonorowany Nagrodą Nobla w dziedzinie chemii, wspólnie z Amerykaninem Herbertem Brownem.